# Nicolas de Grigny
Nicolas de Grigny (ochrzczony 8 września 1672 w Reims, zm. 30 listopada 1703 tamże) – francuski kompozytor i organista.

## Życiorys
Pochodził z rodziny muzyków, jego ojciec i dziadek byli organistami. Był uczniem Nicolasa Lebègue’a. W latach 1693–1695 pełnił funkcję organisty w bazylice w Saint-Denis. Później przebywał w Reims, gdzie był organistą w tamtejszej katedrze.
Pisał drobne polifoniczne utwory na organy, w tym kontrapunktyczne opracowania proprium missae i ordinarium missae. Jego kompozycje ukazały się drukiem w zbiorze Premier livre d’orgue contenant une messe et les hymnes des principalles festes de l’année (Paryż 1699).